# Rifugio Piero Garelli
Il rifugio Piero Garelli è un rifugio collocato a 1970 metri di altitudine nella catena delle Alpi del Marguareis (Alpi Liguri) e ricadente in comune di Chiusa di Pesio (CN).

## Storia
Il primo rifugio "Piero Garelli" fu costruito nel 1949, e poteva ospitare solo una ventina di persone. Il primo ampliamento del rifugio avvenne nel 1968, quando fu aggiunto un piano, aumentando la capienza a 76 posti letto. Nel 1987 il rifugio venne completamente distrutto da un incendio, venne ricostruito e quindi inaugurato il 13 ottobre 1991, con una cresciuta capienza (90 posti attuali).
Il rifugio è dedicato alla memoria dell'avvocato monregalese Piero Garelli (1905-1945), già presidente del Cai di Mondovì, morto nel campo di concentramento di Mauthausen-Gusen.

## Caratteristiche
Attualmente il rifugio è una costruzione di 4 piani, con una parte antincendio, realizzata esclusivamente in metallo e vetro. In questa parte di rifugio trova anche spazio il "rifugio invernale", una parte sempre aperta a cui possono accedere gli alpinisti anche fuori dal periodo di apertura. Il rifugio è energeticamente indipendente, l'energia elettrica di cui fabbisogna è ricavata da alcuni pannelli fotovoltaici disposti sul tetto dello stesso, e da due piccole centrali idroelettriche.

## Accessi
- Uno degli accessi è da Pian delle Gorre (Valle Pesio), percorrendo il Vallone di Sestrera, con cui si raggiunge il rifugio in due ore (sentiero 29).
- Un altro accesso è, sempre partendo dal Pian delle Gorre, percorrendo il Vallone del Marguareis, con cui si raggiunge il rifugio in due ore e 30 minuti (sentiero 30).

## Ascensioni
- Punta Marguareis (2651 m)
- Cima delle Saline (2612 m)
- Cima Pian Ballaur (2604 m)

## Traversate
- Rifugio Havis De Giorgio - Mondovì (1761 m)
- Capanna Saracco-Volante (2220 m) (capanna speleologica)
- Capanna Morgantini (2316 m) (capanna speleologica)

Il rifugio si trova sul percorso della Grande Traversata delle Alpi, di cui è tappa (punto intermedio tra il Rifugio Havis De Giorgio e Limonetto). Si trova inoltre sul percorso della Via Alpina, tra le tappe R149 e R150 del percorso rosso.

## Galleria d'immagini

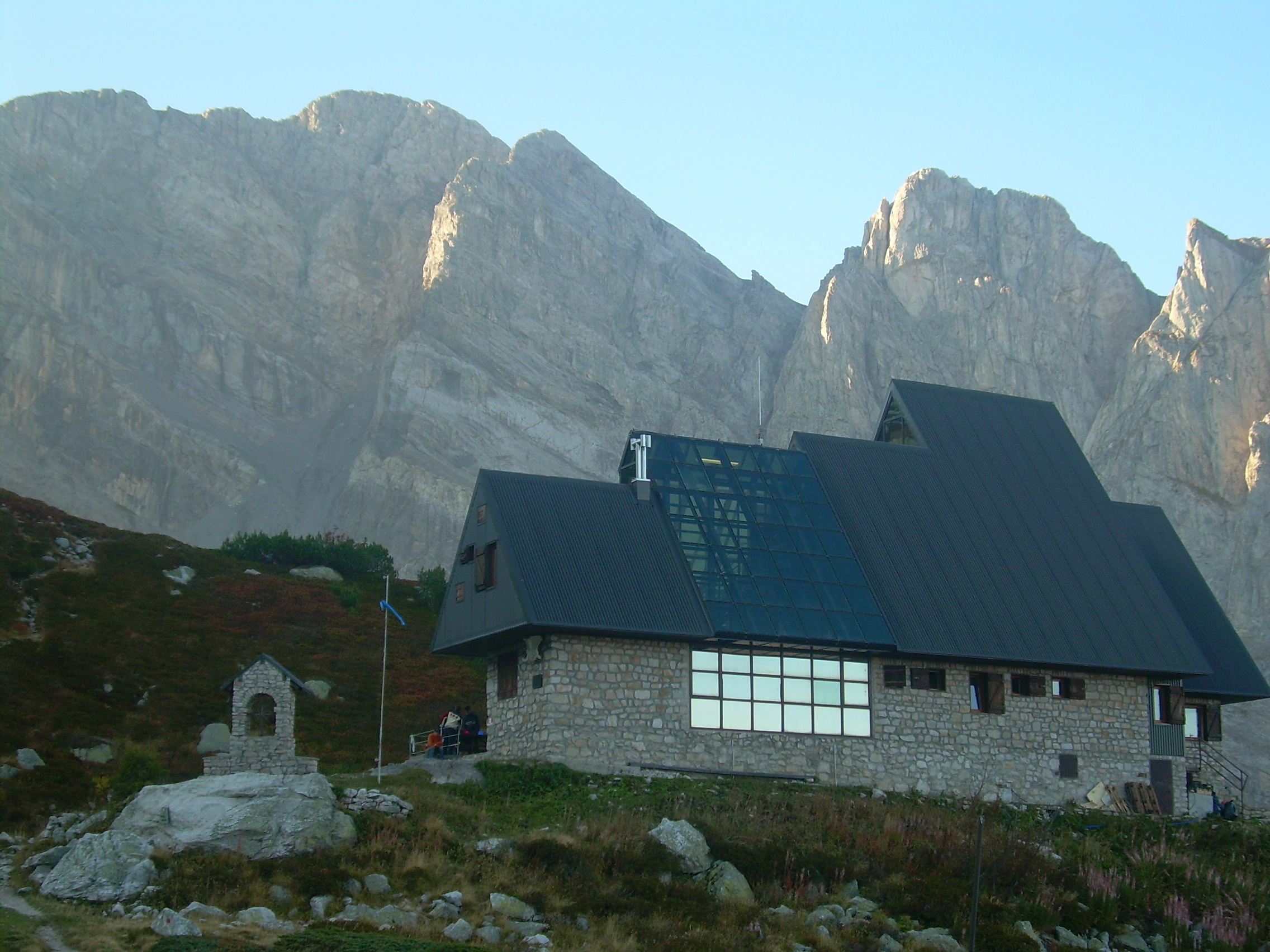
Arrivando dal Vallone Sestrera
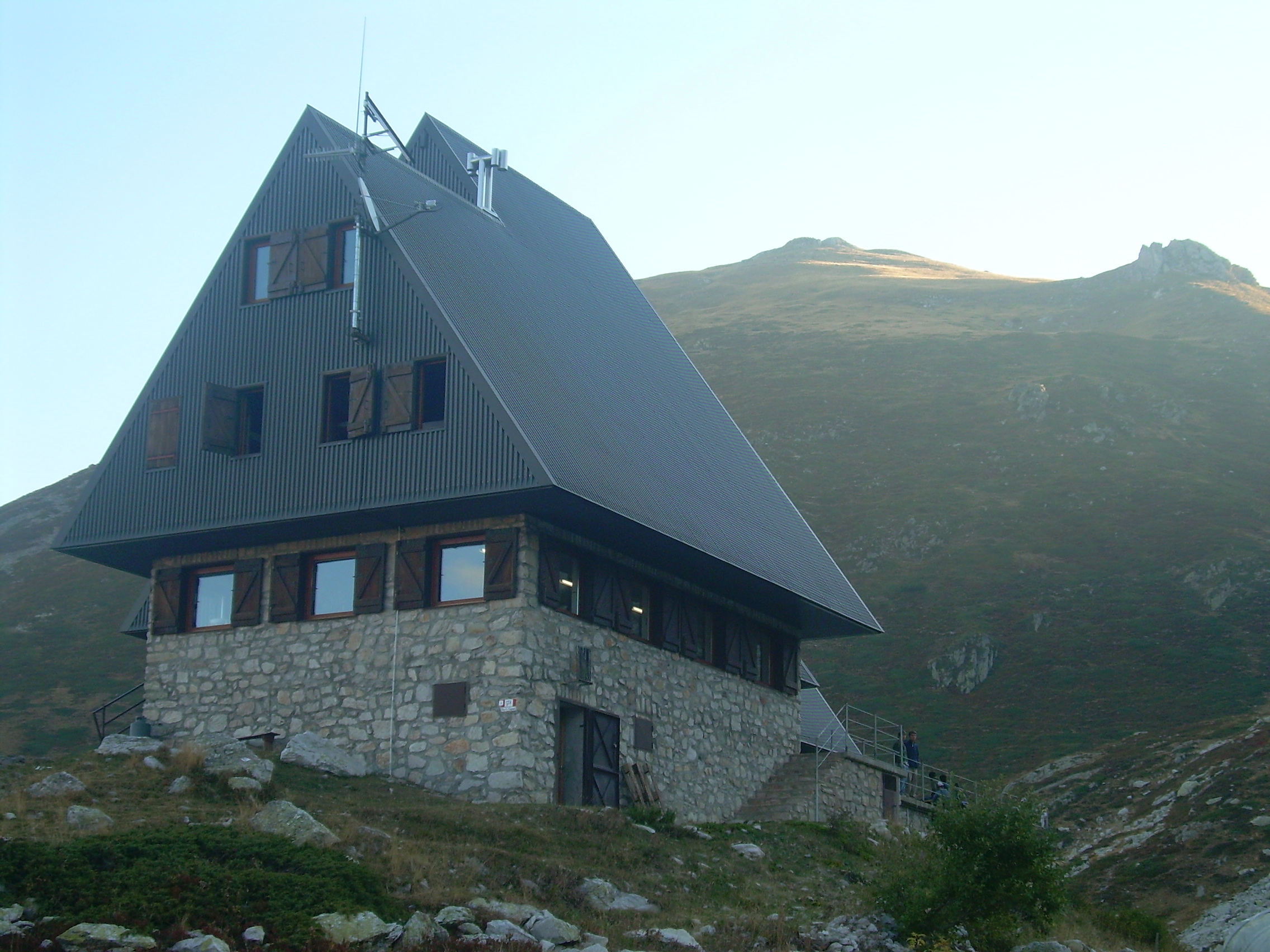
Arrivando dal Vallone Marguareis
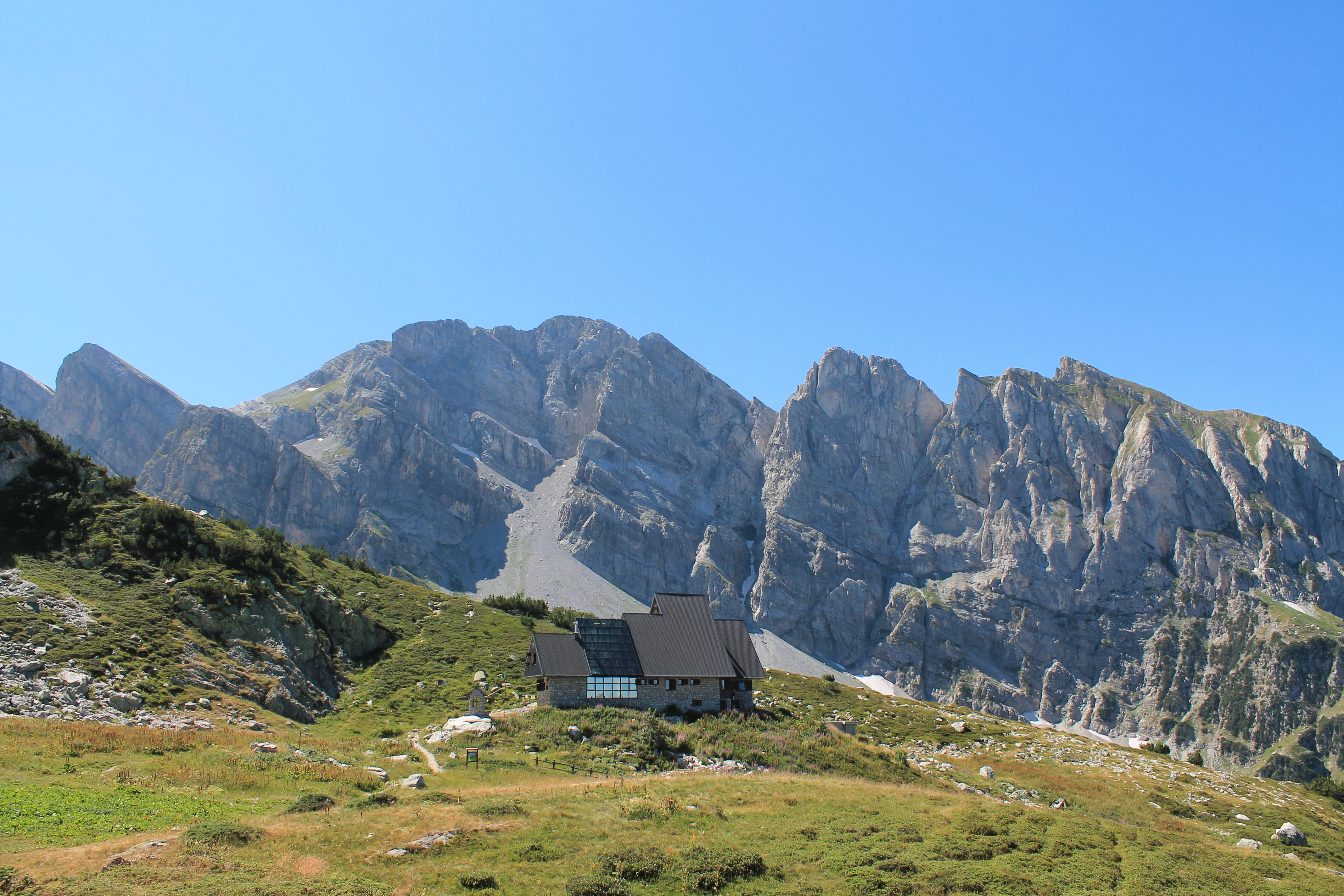
Il rifugio e il Marguareis